# Neuroleon basutinus
Neuroleon basutinus är en insektsart som först beskrevs av Luisa Eugenia Navas 1927.  Neuroleon basutinus ingår i släktet Neuroleon och familjen myrlejonsländor. Inga underarter finns listade i Catalogue of Life.